# Van 't Kruijsovo zahájení
Van 't Kruijsovo zahájení (ECO A00) je nepravidelné šachové zahájení zavřených her. Charakterizuje ho tah
1. e3
Na mezinárodní úrovni se objevuje vzácně, neboť tah 1. e3 je málo aktivní. Velmi často přechází do jiných her.

## Historie
První doložená partie s tímto zahájením je E. Mohr - F.G.Heimans, Amsterodam 1851. Hráč, od kterého je odvozen název zahájení, byl přeborník z Amsterodamu Maarten van 't Kruijs (1813–1885).

## Varianty
1. e3
- 1... e5
  - 2. c4 - Anglická hra
  - 2. d4 exd4 3. exd4 d5 - Francouzská obrana výměnná varianta
- 1... d5
  - 2. d4 - hry dámským pěšcem
  - 2. f4 - Birdova hra
  - 2. c4
    - 2... c6 - může přejít po 3. d4 do Slovanské obrany
    - 2... e6 3. Jf3 - Rétiho hra
- 1... Jf6
  - 2. Jf3 - Rétiho hra
  - 2. d4 - hry dámským pěšce
- 1... c5
  - 2. c4 - Anglická hra
  - 2. d4 Jf6 - hry dámským pěšcem
- 1... Jf6
  - 2. d4 - hry dámským pěšcem
  - 2. f4 - Birdova hra
  - 2. Jf3 - Rétiho hra